# NWA Central States Heavyweight Championship
TL'NWA Central States Heavyweight Championship è stato un titolo promosso dalla Central States Wrestling, dalla Metro Pro Wrestling e dalla NWA Central-States Championship Wrestling, territori della National Wrestling Alliance (NWA).
Il titolo fu attivo a più riprese dal 1950 fino al 2017, quando fu disattivato con la chiusura del territorio.

## Storia
La NWA stabilì un territorio negli Stati Centrali a partire dagli anni '50, attraverso la sua affiliata Central States Wrestling. Quest'ultima istituì un suo alloro massimo locale, promuovendolo in un primo periodo come NWA Heart of America Heavyweight Championship a partire dal 1950, quando rese Bill Longson il suo campione inaugurale.
In accordo con la National Wrestling Alliance, nel 1953 il titolo iniziò ad essere promosso con il nome di NWA Central States Heavyweight Championship, nome che mantenne per oltre trent'anni, nonostante negli anni '70 in alcune occasioni venisse promosso come United States Central States Heavyweight Championship, nome che però non fu mai reso ufficiale.
Sul finire del 1987 il territorio degli stati centrali abbandonò la National Wrestling Alliance per confluire all'interno della World Wrestling Alliance (WWA), portando con se' il titolo e ribattezzandolo di conseguenza WWA Central States Heavyweight Championship. Tuttavia la federazione cessò le sue attività nel 1989, con il titolo che fu disattivato con la chiusura della federazione.
Fu ripreso nel 2002, quando nel territorio della Metro Pro Wrestling, inaugurato due anni prima, fece nuovamente la sua comparsa il titolo, promosso semplicemente come NWA Central States Championship. La Metro Pro Wrestling terminò l'affiliazione con la NWA nel 2012, e il titolo dopo un anno di inattività fu ripreso dalla NWA Central-States Championship Wrestling, che lo mantenne fino al termine delle sue attività nel 2017, anno dal quale il titolo è considerato disattivato.

## Albo d'oro

### Nome
| Nome                                          | Periodo   |
| --------------------------------------------- | --------- |
| NWA Heart of America Heavyweight Championship | 1950-1963 |
| NWA Central States Heavyweight Championship   | 1953-1988 |
| WWA Central States Heavyweight Championship   | 1988-1989 |
| NWA Central States Championship               | 2002-2017 |

### Regni
| Legenda  |                                                                               |
| -------- | ----------------------------------------------------------------------------- |
| #        | Indica il numero del regno titolato                                           |
| Regno    | Viene indicato il numero del regno del campione                               |
| Data     | La data in cui il titolo è stato vinto                                        |
| Località | Indica il luogo in cui il titolo è stato vinto                                |
| Note     | Indica notizie particolari riguardanti i cambi di titolo o altre informazioni |

#### NWA Heart of America Heavyweight Championship
| #  | Campione        | Regno | Data             | Giorni | Località            | Evento     | Note | Fonti |
| -- | --------------- | ----- | ---------------- | ------ | ------------------- | ---------- | --- | ----- |
| 1  | Bill Longson    | 1     | 18 agosto 1950   | 160    | Kansas City, Kansas | House show | Vincendo un torneo per decretare il campione inaugurale, sconfiggendo in finale Sonny Myers.                                 |       |
| 2  | Tarzan Kowalski | 1     | 25 gennaio 1951  | 91     | Kansas City, Kansas | House show | |       |
| 3  | Dennis Clary    | 1     | 26 aprile 1951   | 7      | Kansas City, Kansas | House show | |       |
| 4  | Sonny Myers     | 1     | 3 maggio 1951    | 7      | Kansas City, Kansas | House show | | [ 2 ] |
| 5  | Dennis Clary    | 2     | 10 maggio 1951   | 180    | Kansas City, Kansas | House show | |       |
| 6  | Jimmy Coffield  | 1     | 6 novembre 1951  | 23     | Topeka, Kansas      | House show | |       |
| 7  | Alo Leilani     | 1     | 29 novembre 1951 | 21     | Kansas City, Kansas | House show | |       |
| 8  | Bob Orton       | 1     | 20 dicembre 1951 | 70     | Kansas City, Kansas | House show | |       |
| 9  | Enrique Torres  | 1     | 6 marzo 1952     | 7      | Kansas City, Kansas | House show | | [ 3 ] |
| 10 | Sonny Myers     | 2     | 6 marzo 1952     | 217    | Kansas City, Kansas | House show | Durante questo regno Myers potrebbe aver reso il titolo vacante e averlo rivinto successivamente nel corso dell'aprile 1952. |       |
| 11 | Red Berry       | 1     | 9 ottobre 1952   | 52     | --                  | House show | |       |
| 12 | Bobby Lane      | 1     | 30 novembre 1952 | 46     | Kansas City, Kansas | House show | |       |
| 13 | Dave Sims       | 1     | 15 gennaio 1953  | 259    | Kansas City, Kansas | House show | |       |

#### NWA Central States Heavyweight Championship
| #                          | Campione             | Regno | Data              | Giorni | Località               | Evento     | Note | Fonti  |
| -------------------------- | -------------------- | ----- | ----------------- | ------ | ---------------------- | ---------- | --- | ------ |
| 14                         | Lenny Montana        | 1     | 1 ottobre 1953    | 9      | Wichita, Kansas        | House show | Durante questo regno il titolo fu rinominato in NWA Central States Heavyweight Championship.                                                                                          |        |
| 15                         | Johnny Valentine     | 1     | 10 ottobre 1953   | 68     | Kansas City, Kansas    | House show | Il giorno dopo a Saint Joseph Montana difese ancora il titolo contro Sonny Myers, perdendolo, ma il cambio di titolo non è riconosciuto.                                              |        |
| 16                         | Dave Sims            | 2     | 17 dicembre 1953  | 42     | --                     | House show | |        |
| 17                         | Bob Orton            | 2     | 28 gennaio 1954   | 50     | Kansas City, Kansas    | House show | |        |
| 18                         | Sonny Myers          | 3     | 19 marzo 1954     | 178    | Saint Joseph, Missouri | House show | |        |
| 19                         | Joe Dusek            | 1     | 13 settembre 1954 | 94     | Wichita, Kansas        | House show | |        |
| 20                         | Ray Villmer          | 1     | 16 dicembre 1954  | 315    | Kansas City, Kansas    | House show | Dusek continuerà ad essere promosso come detentore del titolo in Nebraska fino ad agosto 1958.                                                                                        |        |
| 21                         | Ike Eakins           | 1     | 27 ottobre 1955   | 14     | Kansas City, Kansas    | House show | |        |
| 22                         | Richard Brown        | 1     | 10 novembre 1955  | 105    | Kansas City, Kansas    | House show | |        |
| 23                         | Mike DiBiase         | 1     | 23 febbraio 1956  | 47     | Kansas City, Kansas    | House show | |        |
| 24                         | Richard Brown        | 2     | 10 aprile 1956    | 165    | Topeka, Kansas         | House show | |        |
| 25                         | Bobby Bruns          | 1     | 22 settembre 1956 | 49     | Kansas City, Kansas    | House show | |        |
| 26                         | Lee Grable           | 1     | 10 novembre 1956  | 33     | Kansas City, Kansas    | House show | |        |
| 27                         | Richard Brown        | 3     | 13 dicembre 1956  | 276    | Kansas City, Kansas    | House show | |        |
| 28                         | Red Berry            | 2     | 15 settembre 1957 | 22     | Wichita, Kansas        | House show | |        |
| 29                         | Richard Brown        | 4     | 7 ottobre 1957    | --     | Wichita, Kansas        | House show | |        |
| —                          | Vacante              | —     | 1958              | —      | —                      | —          | Il titolo fu reso vacante per motivi non noti |        |
| 30                         | Bob Geigel           | 1     | 31 ottobre 1957   | 393    | Saint Joseph, Missouri | House show | In un torneo per riassegnare il titolo vacante, sconfiggendo in finale Bob Ellis. |        |
| 31                         | Bob Ellis            | 1     | 28 novembre 1958  | 420    | Saint Joseph, Missouri | House show | |        |
| 32                         | Lee Henning          | 1     | 22 gennaio 1960   | 126    | Saint Joseph, Missouri | House show | |        |
| 33                         | Thor Hagen           | 1     | 27 maggio 1960    | 118    | Saint Joseph, Missouri | House show | |        |
| 34                         | Mike Paidousis       | 1     | 22 settembre 1960 | 57     | Kansas City, Kansas    | House show | |        |
| 35                         | Lee Henning          | 2     | 18 novembre 1960  | 35     | Saint Joseph, Missouri | House show | |        |
| 36                         | Bob Ellis            | 2     | 23 dicembre 1960  | --     | Saint Joseph, Missouri | House show | |        |
| —                          | Vacante              | —     | 1961              | —      | —                      | —          | Il titolo fu reso vacante quando Ellis lasciò il territorio. Durante questo periodo Ron Etchison fu promosso come campione a Saint Joseph, ma il cambio di titolo non è riconosciuto. |        |
| 37                         | Buddy Austin         | 1     | 2 giugno 1961     | 154    | Saint Joseph, Missouri | House show | In uno spareggio per riassegnare il titolo vacante contro Hagen. Sonny Myers sconfisse Austin in un incontro titolato il 30 giugno, ma il cambio di titolo non è riconosciuto.        |        |
| 38                         | Sonny Myers          | 4     | 3 novembre 1961   | 7      | Saint Joseph, Missouri | House show | |        |
| 39                         | Tarzan Tyler         | 1     | 10 novembre 1961  | 7      | Saint Joseph, Missouri | House show | |        |
| 40                         | Buddy Austin         | 2     | 17 novembre 1961  | 84     | Saint Joseph, Missouri | House show | |        |
| 41                         | Ray Gordon           | 1     | 9 febbraio 1962   | 84     | Saint Joseph, Missouri | House show | |        |
| 42                         | Lee Henning          | 4     | 4 maggio 1962     | 154    | Saint Joseph, Missouri | House show | |        |
| 43                         | Sonny Myers          | 5     | 5 ottobre 1962    | 112    | Saint Joseph, Missouri | House show | |        |
| 44                         | Tiny Mills           | 1     | 25 gennaio 1963   | 7      | Saint Joseph, Missouri | House show | |        |
| 45                         | Sonny Myers          | 6     | 1 febbraio 1963   | 105    | Saint Joseph, Missouri | House show | |        |
| 46                         | Rock Hunter          | 1     | 17 maggio 1963    | 133    | Saint Joseph, Missouri | House show | |        |
| 47                         | Larry Hamilton       | 1     | 27 settembre 1963 | 126    | Saint Joseph, Missouri | House show | |        |
| —                          | Vacante              | —     | 31 gennaio 1964   | —      | —                      | —          | Hamilton rese il titolo vacante dopo aver vinto il NWA United States Heavyweight Championship.                                                                                        | [ 4 ]  |
| 48                         | Bob Geigel           | 2     | 19 giugno 1964    | 119    | Saint Joseph, Missouri | House show | In un torneo per riassegnare il titolo vacante, sconfiggendo in finale Pat O'Connor                                                                                                   |        |
| 49                         | Sonny Myers          | 7     | 16 ottobre 1964   | 21     | Saint Joseph, Missouri | House show | |        |
| 50                         | MIke DiBiase         | 2     | 6 novembre 1964   | 77     | Saint Joseph, Missouri | House show | |        |
| 51                         | Ron Reed             | 1     | 22 gennaio 1965   | 84     | Saint Joseph, Missouri | House show | |        |
| 52                         | Archie Gouldie       | 1     | 16 aprile 1965    | 7      | Saint Joseph, Missouri | House show | |        |
| 53                         | Ron Reed             | 2     | 23 aprile 1965    | 42     | Saint Joseph, Missouri | House show | |        |
| 54                         | Archie Gouldie       | 2     | 4 giugno 1965     | 24     | Saint Joseph, Missouri | House show | |        |
| 55                         | Sonny Myers          | 8     | 28 giugno 1965    | 200    | Saint Joseph, Missouri | House show | |        |
| 56                         | Bob Geigel           | 3     | 14 gennaio 1966   | 35     | Saint Joseph, Missouri | House show | |        |
| 57                         | Ron Reed             | 3     | 18 febbraio 1966  | 119    | Saint Joseph, Missouri | House show | |        |
| 58                         | The Viking           | 1     | 17 giugno 1966    | 7      | Saint Joseph, Missouri | House show | |        |
| 59                         | Sonny Myers          | 9     | 24 giugno 1966    | 245    | Saint Joseph, Missouri | House show | |        |
| 60                         | Bob Geigel           | 4     | 24 febbraio 1967  | 42     | Saint Joseph, Missouri | House show | |        |
| 61                         | The Viking           | 2     | 7 aprile 1967     | 63     | Saint Joseph, Missouri | House show | |        |
| 62                         | Sonny Myers          | 10    | 9 giugno 1967     | 140    | Saint Joseph, Missouri | House show | |        |
| 63                         | The Hangman          | 1     | 27 ottobre 1967   | 21     | Saint Joseph, Missouri | House show | |        |
| 64                         | Bob Geigel           | 5     | 17 novembre 1967  | 25     | Saint Joseph, Missouri | House show | |        |
| 65                         | Sonny Myers          | 11    | 12 dicembre 1967  | 115    | Saint Joseph, Missouri | House show | |        |
| 66                         | Harley Race          | 1     | 5 aprile 1968     | 28     | Saint Joseph, Missouri | House show | |        |
| 67                         | Ron Etchison         | 1     | 3 maggio 1968     | 7      | Saint Joseph, Missouri | House show | |        |
| 68                         | Roger Kirby          | 1     | 10 maggio 1968    | 14     | Saint Joseph, Missouri | House show | |        |
| —                          | Vacante              | —     | 24 maggio 1968    | —      | —                      | —          | Il titolo fu reso vacante in seguito ad un finale controverso di una difesa titolata contro Thor Hagen.                                                                               |        |
| 69                         | Roger Kirby          | 2     | 31 maggio 1968    | 7      | Saint Joseph, Missouri | House show | In uno spareggio per riassegnare il titolo vacante contro Hagen. |        |
| 70                         | Sonny Myers          | 12    | 7 giugno 1968     | 0      | Saint Joseph, Missouri | House show | |        |
| —                          | Vacante              | —     | 7 giugno 1968     | —      | —                      | —          | Myers si ritirò dopo aver vinto il titolo, rendendolo vacante. |        |
| 71                         | Bob Brown            | 1     | 14 giugno 1968    | 112    | Saint Joseph, Missouri | House show | In un torneo per riassegnare il titolo vacante, sconfiggendo in finale Thor Hagen. |        |
| 72                         | Tommy Martin         | 1     | 4 ottobre 1968    | 70     | Saint Joseph, Missouri | House show | |        |
| 73                         | Dusty Rhodes         | 1     | 13 dicembre 1968  | 28     | Saint Joseph, Missouri | House show | |        |
| 74                         | Don Kent             | 1     | 10 gennaio 1969   | 7      | Saint Joseph, Missouri | House show | |        |
| 75                         | Dusty Rhodes         | 2     | 17 gennaio 1969   | 7      | Saint Joseph, Missouri | House show | |        |
| 76                         | Don Kent             | 2     | 24 gennaio 1969   | 35     | Saint Joseph, Missouri | House show | |        |
| 77                         | Dick Murdoch         | 1     | 28 febbraio 1969  | 79     | Saint Joseph, Missouri | House show | | [ 3 ]  |
| 78                         | Pat O'Connor         | 1     | 9 maggio 1969     | --     | Saint Joseph, Missouri | House show | |        |
| —                          | Vacante              | —     | ottobre 1969      | —      | —                      | —          | Il titolo fu reso vacante per motivi non noti. |        |
| 79                         | Danny Little Bear    | 1     | 28 novembre 1969  | 119    | Saint Joseph, Missouri | House show | In un torneo per riassegnare il titolo vacante, sconfiggendo in finale Killer Karl Kox.                                                                                               |        |
| 80                         | Roger Kirby          | 3     | 27 marzo 1970     | 7      | Saint Joseph, Missouri | House show | |        |
| 81                         | Danny Little Bear    | 2     | 3 aprile 1970     | 77     | Saint Joseph, Missouri | House show | |        |
| —                          | Vacante              | —     | 19 giugno 1970    | —      | —                      | —          | Il titolo fu reso vacante in seguito ad un finale controverso di una difesa titolata contro Harley Race.                                                                              |        |
| 82                         | Danny Little Bear    | 3     | 26 giugno 1970    | 27     | Saint Joseph, Missouri | House show | In uno spareggio per riassegnare il titolo vacante contro Race. |        |
| 83                         | Roger Kirby          | 4     | 23 luglio 1970    | 162    | Kansas City, Kansas    | House show | Archie Gouldie sconfisse Kirby per il titolo il 4 dicembre, ma il cambio di titolo non fu riconosciuto e Kirby continuò ad essere promosso come campione.                             |        |
| 84                         | Bob Geigel           | 6     | 1 gennaio 1971    | 20     | Saint Joseph, Missouri | House show | |        |
| 85                         | Harley Race          | 1     | 21 gennaio 1971   | 217    | Kansas City, Kansas    | House show | The Mongolian Stomper sconfisse Race per il titolo il 17 aprile, ma il cambio di titolo non fu riconosciuto e Stomper restituì il titolo a Race.                                      |        |
| 86                         | Danny Little Bear    | 4     | 26 agosto 1971    | 21     | Kansas City, Kansas    | House show | |        |
| 87                         | Harley Race          | 2     | 16 settembre 1971 | 148    | Kansas City, Kansas    | House show | Pat O'Connor sconfisse Race per il titolo il 28 gennaio, ma il cambio di titolo non fu riconosciuto e Race continuò ad essere promosso come campione.                                 |        |
| 88                         | Danny Little Bear    | 5     | 11 febbraio 1972  | 76     | Saint Joseph, Missouri | House show | |        |
| 89                         | Black Angus Campbell | 1     | 27 aprile 1972    | 42     | Kansas City, Kansas    | House show | |        |
| 90                         | Archie Gouldie       | 3     | 8 giugno 1972     | 394    | Kansas City, Kansas    | House show | |        |
| 91                         | Harley Race          | 3     | 7 luglio 1973     | 96     | Kansas City, Kansas    | House show | |        |
| 92                         | Bob Brown            | 2     | 11 ottobre 1973   | 64     | Saint Joseph, Missouri | House show | |        |
| —                          | Vacante              | —     | 14 dicembre 1973  | —      | —                      | —          | Il titolo fu reso vacante in seguito ad un finale controverso di una difesa titolata contro Mike George.                                                                              |        |
| 93                         | Bob Brown            | 3     | 4 gennaio 1974    | 76     | Saint Joseph, Missouri | House show | In uno spareggio per riassegnare il titolo vacante contro George. |        |
| 94                         | Mike George          | 1     | 21 marzo 1974     | 70     | Kansas City, Kansas    | House show | |        |
| 95                         | Don Fargo            | 1     | 30 maggio 1974    | 35     | Kansas City, Kansas    | House show | Fargo potrebbe aver perso un incontro titolato contro Harley Race il 27 giugno, ma è promosso nuovamente come campione dal 30 giugno.                                                 |        |
| 96                         | Bob Brown            | 4     | 4 luglio 1974     | 7      | Kansas City, Kansas    | House show | |        |
| 97                         | Harley Race          | 4     | 11 luglio 1974    | 21     | Kansas City, Kansas    | House show | |        |
| 98                         | Bob Brown            | 5     | 1 agosto 1974     | 147    | Kansas City, Kansas    | House show | |        |
| 99                         | Terry Martin         | 1     | 26 dicembre 1974  | 43     | Kansas City, Kansas    | House show | |        |
| 100                        | Jerry Oates          | 1     | 7 febbraio 1975   | 113    | Saint Joseph, Missouri | House show | | [ 5 ]  |
| 101                        | Ed Wiskoski          | 1     | 31 maggio 1975    | 257    | Kansas City, Kansas    | House show | |        |
| 102                        | Mike George          | 2     | 12 febbraio 1976  | 29     | Kansas City, Kansas    | House show | | [ 6 ]  |
| —                          | Vacante              | —     | 12 marzo 1976     | —      | —                      | —          | Il titolo fu reso vacante in seguito ad un finale controverso di una difesa titolata contro Ed Wiskoski.                                                                              |        |
| 103                        | Mike George          | 3     | 19 marzo 1976     | 22     | Saint Joseph, Missouri | House show | In uno spareggio per riassegnare il titolo vacante contro Wiskoski. |        |
| 104                        | Bob Brown            | 6     | 10 aprile 1976    | 7      | Wichita, Kansas        | House show | |        |
| 105                        | Mike George          | 4     | 17 aprile 1976    | 31     | Wichita, Kansas        | House show | |        |
| 106                        | Bob Brown            | 7     | 18 maggio 1976    | 51     | Topeka, Kansas         | House show | |        |
| 107                        | Harley Race          | 5     | 8 luglio 1976     | 59     | Kansas City, Kansas    | House show | |        |
| 108                        | Bob Brown            | 8     | 5 settembre 1976  | 26     | Wichita, Kansas        | House show | |        |
| 109                        | Rick Gibson          | 1     | 1 ottobre 1976    | --     | Saint Joseph, Missouri | House show | |        |
| —                          | Vacante              | —     | dicembre 1976     | —      | —                      | —          | Il titolo fu reso vacante quanto Gibson lasciò il territorio. |        |
| 110                        | Mike George          | 5     | 9 dicembre 1976   | 35     | Kansas City, Kansas    | House show | In un torneo per riassegnare il titolo vacante, sconfiggendo in finale Dory Funk Jr.                                                                                                  |        |
| 111                        | Bob Slaughter        | 1     | 13 gennaio 1977   | 22     | Kansas City, Kansas    | House show | |        |
| 112                        | Ted Oates            | 1     | 4 febbraio 1977   | 7      | Saint Joseph, Missouri | House show | |        |
| 113                        | Bob Slaughter        | 2     | 11 febbraio 1977  | 97     | Saint Joseph, Missouri | House show | Slaughter potrebbe aver perso il titolo contro Ted DiBiase il 14 aprile, ma è promosso nuovamente come campione la settimana successiva.                                              |        |
| 114                        | Ted DiBiase          | 1     | 19 maggio 1977    | 11     | Kansas City, Kansas    | House show | |        |
| 115                        | Bob Sweetan          | 1     | 30 maggio 1977    | 153    | Wichita, Kansas        | House show | |        |
| 116                        | Bob Brown            | 9     | 30 ottobre 1977   | --     | Topeka, Kansas         | House show | |        |
| Storia del titolo non nota |                      |       |                   |        |                        |            | |        |
| 117                        | Alexis Smirnoff      | 1     | gennaio 1978      | --     | --                     | House show | |        |
| 118                        | Ken Lucas            | 1     | 16 febbraio 1978  | 70     | Kansas City, Kansas    | House show | |        |
| 119                        | Bob Sweetan          | 2     | 27 aprile 1978    | 126    | Kansas City, Kansas    | House show | |        |
| 120                        | Doug Gilbert         | 1     | 31 agosto 1978    | 37     | Kansas City, Kansas    | House show | |        |
| 121                        | Buck Robley          | 1     | 7 ottobre 1978    | 84     | Des Moines, Iowa       | House show | |        |
| 122                        | Dick Murdoch         | 1     | 30 dicembre 1978  | 3      | Kansas City, Kansas    | House show | |        |
| 123                        | Randy Rose           | 1     | 2 gennaio 1979    | 51     | Saint Joseph, Missouri | House show | |        |
| 124                        | Bob Sweetan          | 3     | 22 febbraio 1979  | 207    | Kansas City, Kansas    | House show | |        |
| 125                        | Ron Starr            | 1     | 17 settembre 1979 | 17     | Wichita, Kansas        | House show | |        |
| 126                        | The Turk             | 1     | 4 ottobre 1979    | 49     | Kansas City, Kansas    | House show | |        |
| 127                        | The Avenger          | 1     | 22 novembre 1979  | 63     | Kansas City, Kansas    | House show | |        |
| 128                        | The Assassin         | 1     | 24 gennaio 1980   | 11     | Kansas City, Kansas    | House show | |        |
| 129                        | Bob Brown            | 10    | 4 febbraio 1980   | 66     | Kansas City, Kansas    | House show | |        |
| 130                        | Bruiser Brody        | 1     | 10 aprile 1980    | 42     | Kansas City, Kansas    | House show | |        |
| 131                        | Dick Murdoch         | 1     | 22 maggio 1980    | 63     | Kansas City, Kansas    | House show | |        |
| 132                        | Killer Karl Kox      | 1     | 24 luglio 1980    | 23     | Kansas City, Kansas    | House show | |        |
| 133                        | Bob Brown            | 11    | 16 agosto 1980    | 26     | Topeka, Kansas         | House show | |        |
| 134                        | Mike George          | 6     | 11 settembre 1980 | 42     | Kansas City, Kansas    | House show | |        |
| 135                        | Bob Brown            | 12    | 23 ottobre 1980   | 160    | Kansas City, Kansas    | House show | |        |
| 136                        | Buzz Tyler           | 1     | 1 aprile 1981     | 113    | Des Moines, Iowa       | House show | |        |
| 137                        | Bob Sweetan          | 4     | 23 luglio 1981    | 119    | Kansas City, Kansas    | House show | |        |
| 138                        | Tommy Martin         | 1     | 19 novembre 1981  | 21     | Kansas City, Kansas    | House show | |        |
| 139                        | Bob Sweetan          | 5     | 10 dicembre 1981  | 4      | Kansas City, Kansas    | House show | |        |
| 140                        | Bob Brown            | 13    | 14 dicembre 1981  | --     | Wichita, Kansas        | House show | |        |
| —                          | Vacante              | —     | 1981              | —      | —                      | —          | Il titolo fu reso vacante per motivi non noti. |        |
| 141                        | Bob Brown            | 14    | 7 gennaio 1982    | 110    | Kansas City, Kansas    | House show | In uno spareggio per riassegnare il titolo vacante. |        |
| 142                        | Roger Kirby          | 5     | 27 aprile 1982    | 142    | Saint Joseph, Missouri | House show | |        |
| 143                        | Manny Fernandez      | 1     | 16 settembre 1982 | 147    | Kansas City, Kansas    | House show | |        |
| 144                        | Dewey Robertson      | 1     | 10 febbraio 1983  | 91     | Kansas City, Kansas    | House show | |        |
| 145                        | Bob Brown            | 15    | 12 maggio 1983    | 7      | Kansas City, Kansas    | House show | |        |
| 146                        | Dewey Robertson      | 2     | 19 maggio 1983    | 14     | Kansas City, Kansas    | House show | |        |
| 147                        | Harley Race          | 6     | 2 giugno 1983     | 8      | Kansas City, Kansas    | House show | | [ 7 ]  |
| —                          | Vacante              | —     | 10 giugno 1983    | —      | —                      | —          | Race rese il titolo vacante in seguito alla vittoria del NWA World Heavyweight Championship                                                                                           |        |
| 148                        | Super Destroyer      | 1     | 30 giugno 1983    | 112    | Kansas City, Kansas    | House show | In un torneo per riassegnare il titolo vacante, sconfiggendo in finale Buck Robley.                                                                                                   |        |
| 149                        | Buzz Tyler           | 2     | 20 ottobre 1983   | 98     | Kansas City, Kansas    | House show | |        |
| 150                        | Tully Blanchard      | 1     | 26 gennaio 1984   | 14     | Kansas City, Kansas    | House show | |        |
| 151                        | Buzz Tyler           | 3     | 9 febbraio 1984   | 70     | Kansas City, Kansas    | House show | |        |
| 152                        | Luke Graham          | 1     | 19 aprile 1984    | 63     | Kansas City, Kansas    | House show | |        |
| 153                        | Ted Oates            | 2     | 21 giugno 1984    | 51     | Kansas City, Kansas    | House show | |        |
| 154                        | Buzz Tyler           | 4     | 11 agosto 1984    | 58     | Kansas City, Kansas    | House show | |        |
| 155                        | Hacksaw Higgins      | 1     | 8 ottobre 1984    | 17     | Kansas City, Kansas    | House show | |        |
| 156                        | Harley Race          | 7     | 25 ottobre 1984   | 77     | Kansas City, Kansas    | House show | |        |
| 157                        | Mr. Pogo             | 1     | 10 gennaio 1985   | 255    | Kansas City, Kansas    | House show | |        |
| 158                        | Marty Jannetty       | 1     | 22 settembre 1985 | 74     | Des Moines, Iowa       | House show | |        |
| 159                        | Brett Sawyer         | 1     | 5 dicembre 1985   | 12     | Kansas City, Kansas    | House show | |        |
| 160                        | Bob Brown            | 16    | 17 dicembre 1985  | 164    | Ames, Iowa             | House show | |        |
| —                          | Vacante              | —     | 30 maggio 1986    | —      | —                      | —          | Brown rese il titolo vacante in seguito ad un infortunio. |        |
| 161                        | Jaymie Knight        | 1     | 30 maggio 1986    | 1      | Des Moines, Iowa       | House show | In una battle royal per riassegnare il titolo vacante. | [ 8 ]  |
| 162                        | Marty Jannetty       | 2     | 1 giugno 1986     | --     | Marshalltown, Iowa     | House show | | [ 9 ]  |
| 163                        | Bob Brown            | 17    | giugno 1986       | --     | --                     | House show | |        |
| —                          | Vacante              | —     | 26 settembre 1986 | —      | —                      | —          | Brown rese il titolo vacante la Jim Crockett Promotions acquistò la federazione e iniziò a promuovere unicamente i suoi lottatori.                                                    |        |
| 164                        | Sam Houston          | 1     | 16 novembre 1986  | 48     | Saint Louis, Missouri  | House show | In un torneo per riassegnare il titolo vacante, sconfiggendo in finale Bill Dundee.                                                                                                   |        |
| 165                        | Bill Dundee          | 1     | 3 gennaio 1987    | 55     | Topeka, Kansas         | House show | |        |
| 166                        | Bob Brown            | 18    | 27 febbraio 1987  | 76     | Kansas City, Kansas    | House show | | [ 10 ] |
| 167                        | Rufus R. Jones       | 1     | 14 maggio 1987    | 57     | Kansas City, Kansas    | House show | |        |
| 168                        | Porkchop Cash        | 1     | 10 luglio 1987    | 7      | Saint Joseph, Missouri | House show | |        |
| 169                        | Rufus R. Jones       | 2     | 17 luglio 1987    | 73     | Kansas City, Kansas    | House show | | [ 11 ] |
| 170                        | Earthquake Ferris    | 1     | 28 settembre 1987 | 32     | Des Moines, Iowa       | House show | |        |

#### WWA Central States Heavyweight Championship
| #   | Campione      | Regno | Data             | Giorni | Località               | Evento     | Note | Fonti |
| --- | ------------- | ----- | ---------------- | ------ | ---------------------- | ---------- | --- | ----- |
| 171 | Bob Brown     | 19    | 30 ottobre 1987  | 56     | Saint Joseph, Missouri | House show | Nel novembre 1987 la federazione lascia la NWA per fondare la WWA, modificando di conseguenza il nome del titolo. |       |
| 172 | Dave Peterson | 1     | 25 dicembre 1987 | --     | Kansas City, Kansas    | House show | |       |
| —   | Vacante       | —     | 1988             | —      | —                      | —          | Il titolo fu reso vacante per motivi non noti.                                                                    |       |
| 173 | Dave Peterson | 2     | 18 febbraio 1988 | 399    | Kansas City, Kansas    | House show | In uno spareggio per riassegnare il titolo vacante contro Cuban Assassin.                                         |       |
| 174 | Akio Sato     | 1     | 23 marzo 1989    | --     | Kansas City, Kansas    | House show | |       |
| —   | Disattivato   | —     | 1990             | —      | —                      | —          | Il titolo fu disattivato con la chiusura della federazione.                                                       |       |

#### NWA Central States Championship
| #   | Campione        | Regno | Data             | Giorni | Località                | Evento     | Note | Fonti  |
| --- | --------------- | ----- | ---------------- | ------ | ----------------------- | ---------- | --- | ------ |
| 175 | Shane Somers    | 1     | 30 marzo 2002    | 206    | Rolla, Missouri         | House show | La NWA riattivò il titolo nei suoi territori degli stati centrali. Somers vinse uno spareggio per riassegnare il titolo contro Butch McClain.         |        |
| —   | Vacante         | —     | 22 ottobre 2002  | —      | —                       | —          | Il titolo fu reso vacante in seguito ad un infortunio di Somers.                                                                                      |        |
| 176 | Derek Stone     | 1     | 16 novembre 2002 | 952    | Coffeyville, Kansas     | House show | In un 4-way match per riassegnare il titolo vacante contro Michael Barry, Griz e Gary Jackson                                                         |        |
| 177 | Raven           | 1     | 25 giugno 2005   | 342    | Lawrence, Kansas        | House show | |        |
| —   | Vacante         | —     | 2 giugno 2006    | —      | —                       | —          | Il titolo fu reso vacante per inattività. |        |
| 178 | Michael Strider | 1     | 14 ottobre 2006  | 1015   | Muscatine, Iowa         | House show | In una battle royal per riassegnare il titolo vacante.                                                                                                |        |
| 179 | Mark Sterling   | 1     | 25 luglio 2009   | 651    | House Springs, Missouri | House show | |        |
| 180 | Jeremy Wyatt    | 1     | 7 maggio 2011    | 356    | Lawrence, Kansas        | House show | In un 4-way match che comprendeva anche Tyler Cook e Jaysin Strife. Durante questo regno Wyatt conquistò anche il Metro Pro Heavyweight Championship. | [ 12 ] |
| —   | Vacante         | —     | 27 aprile 2012   | —      | —                       | —          | Wyatt rese vacanti entrambi i titoli in seguito ad un infortunio.                                                                                     |        |
| 181 | ACH             | 1     | 2 giugno 2012    | 152    | Kansas City, Kansas     | House show | In un torneo per riassegnare il titolo vacante, sconfiggendo in finale Dan Walsh e Neil Diamond Cutter.                                               |        |
| —   | Disattivato     | —     | 1 novembre 2012  | —      | —                       | —          | Il titolo fu disattivato quando la Metro Pro Wrestling terminò l'affiliazione con l'NWA.                                                              |        |
| 182 | Evan Morris     | 1     | 30 marzo 2013    | 211    | Swansea, Illinois       | House show | Il titolo fu riattivato dalla NWA Central-States. Morris vinse un torneo per decretare il campione, sconfiggendo in finale Deven Spade.               |        |
| 183 | Shane Somers    | 2     | 27 ottobre 2013  | 195    | Cahokia, Illinois       | House show | |        |
| 184 | Scott Somers    | 1     | 10 maggio 2014   | 7      | Vienna, Missouri        | House show | |        |
| 185 | Shane Somers    | 3     | 17 maggio 2014   | 42     | St. Robert, Missouri    | House show | |        |
| 186 | The Mad Hatter  | 1     | 28 giugno 2014   | 350    | Waynesville, Missouri   | House show | |        |
| 187 | Deven Spade     | 1     | 13 giugno 2015   | 657    | Newburg, Missouri       | House show | |        |
| 188 | Mitch Johnson   | 1     | 31 marzo 2017    | --     | Lebanon, Missouri       | House show | |        |
| —   | Disattivato     | —     | ottobre 2017     | —      | —                       | —          | Il titolo fu disattivato con la chiusura della federazione.                                                                                           |        |